# برکه موز

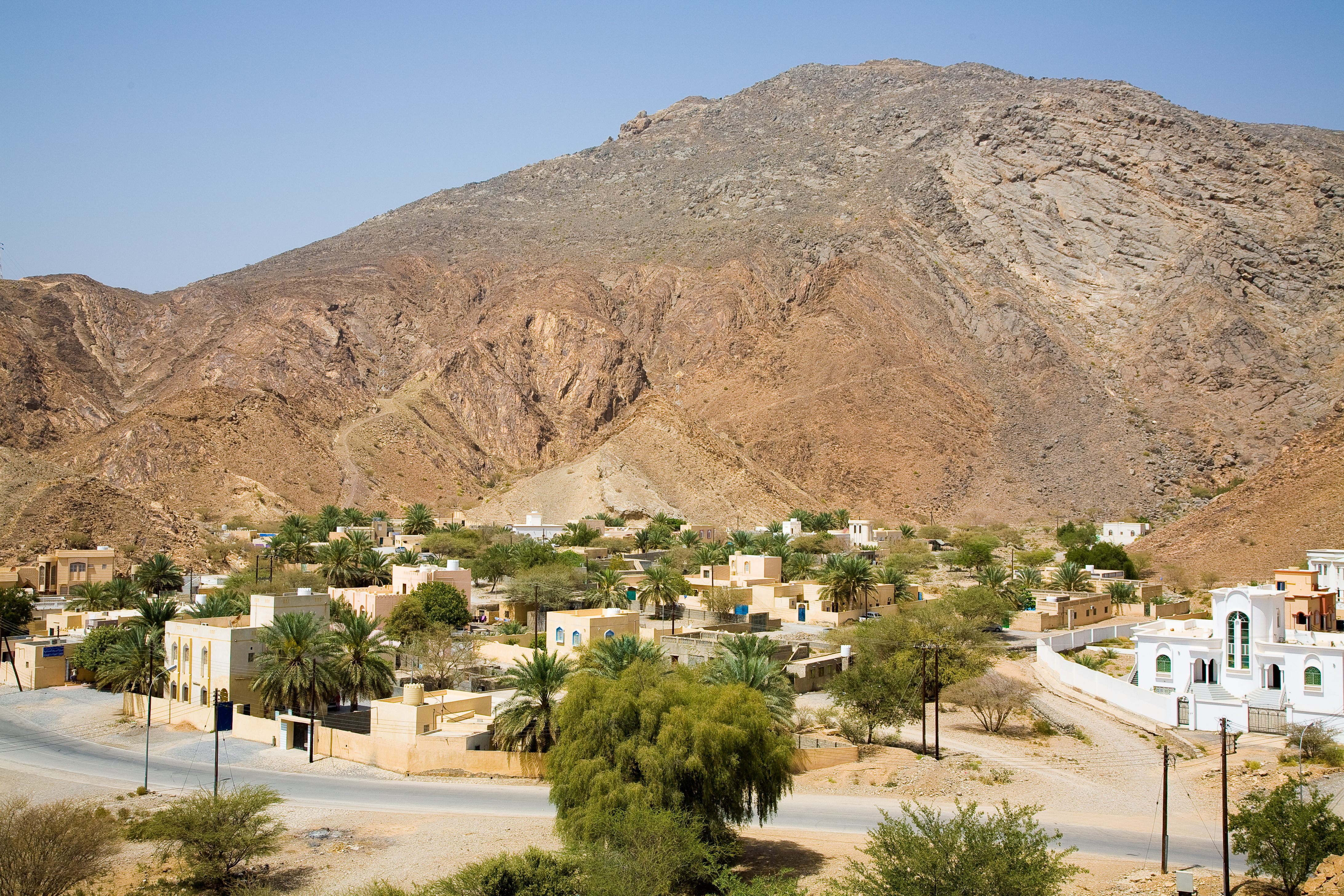
نمایی از روستای کوهستانی برکه موز در عمان - ۲۰۰۸

برکه موز (به عربی:  برکة الموز ) روستایی کوهستانی از توابع شهرستان نزوی در منطقه داخلیه در کشور پادشاهی عمان است. این روستا در پایه زنجیره کوه حجر غربی واقع شده‌است. روستا ته دره قرار دارد و باغ‌های نخل خرما از سه ناحیه روستا را احاطه نموده‌است. در دوطرف روستا دوتپه وجود دارد، روی هریک از این تپه‌ها برج نگهبانی به چشم می‌خورد، به گفته مردم روستا در دوران گذشته نگهبانانی در این دو برج پاسبانی می‌داده‌اند مخصوصاً در شب‌ها نگهبانان در برج مستقر می‌شده‌اند و از روستا در برابر دزدان و شورشگران پاس می‌داده‌اند. اما حالا این دو برج به عنوان یک معلم تاریخی وگردشگری پابرجا مانده‌است. خانه‌های روستا در سینه کوه حجرساخته شده به‌طوری‌که که هنگام بارش باران آب دره به درون خانه‌ها نرود، قسمتی از خانه از کاه و گِل و سنگ ساخته شده‌است، و قسمتی که قدیمی‌تر است از ساروج ساخته‌اند، اما قسمتی از خانه‌ها که جدید تر هستند از گچ و سنگ بنا نهاده‌اند. مردم این روستا کشاورز هستند. بعضی از مردم دام خانه‌ای نیز دارند.